# 英一番館
英一番館（えいいちばんかん）は、江戸時代後期に横浜に作られた商館であり、ジャーディン・マセソン商会(怡和洋行)が初めて日本に開設した支社である。現在の神奈川県横浜市中区山下町1（旧山下町居留地1番館）に建てられていた。

## 沿革
1858年（安政5年）、日米修好通商条約締結後、開港を迫られた江戸幕府はそれまで小さな漁村だった横浜に貿易港をつくることになった。その後横浜は領事館や商館、洋館、住宅などが建ち並ぶ港町に成長していった。
1859年（安政6年）、ジャーディン・マセソン商会上海支店にいたイギリス人ウィリアム・ケズィック（ウィリアム・ジャーディンの姉の子）は、「ジャーディン・マセソン商会横浜支店」を設立。これが日本に進出した外資系企業の第一号といわれている。
ジャーディン・マセソン商会は、商館の建設を鹿島建設の創業者である鹿島岩吉に依頼。建設にあたっては、香港本店から連れてきた中国人部下に英語で指示し、中国人部下が漢字を使った筆談で日本人に伝えたという。初の洋館建設は苦労が多く「英一番館の大建築工事は中々の苦心と努力とを払われた」が、最終的には「工事は順調に進んで、利益も多く、是で一寸基礎ができた形であった」という。
1860年（万延元年）、入母屋根の木造2階建ての商館が完成。地元住民からは「英一番館」として親しまれることになる。外観は「極めて粗末」だったようだが、内部では上記絵のように大陳列会が行われ商館として発展した。
1866年（慶応2年）の大火（豚屋火事）で横浜居留地の4分の1が焼け、英一番館も焼け落ちた。1868年（慶応4年）5月に20m四方で1階に3室、2階に2寝室の白亜の建物を再建し、1869年（明治2年）2月に竣工した。浮世絵や写真で見る英一番館は、この二度目に建てられたもの。鹿島が建設しているかどうかは不明。
1868年（明治元年）に吉田健三（吉田茂の養父）が横浜支店長に就任。明治新政府を相手に軍艦や武器、生糸の売買でめざましい業績をあげる。吉田は1871年（明治4年）に退社し、独立する。
1923年（大正12年）、関東大震災で再び全焼。1932年（昭和7年）に横浜を去り、神戸に拠点を移した。

## 長州五傑の留学を支援
1863年（文久3年）、ウィリアム・ケズィックは井上聞多、遠藤謹助、山尾庸三、野村弥吉、伊藤博文の長州五傑（長州ファイブ）のイギリス留学を支援した。

## 跡地

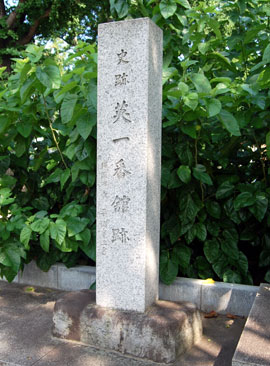
シルクセンター入口に建てられている記念碑

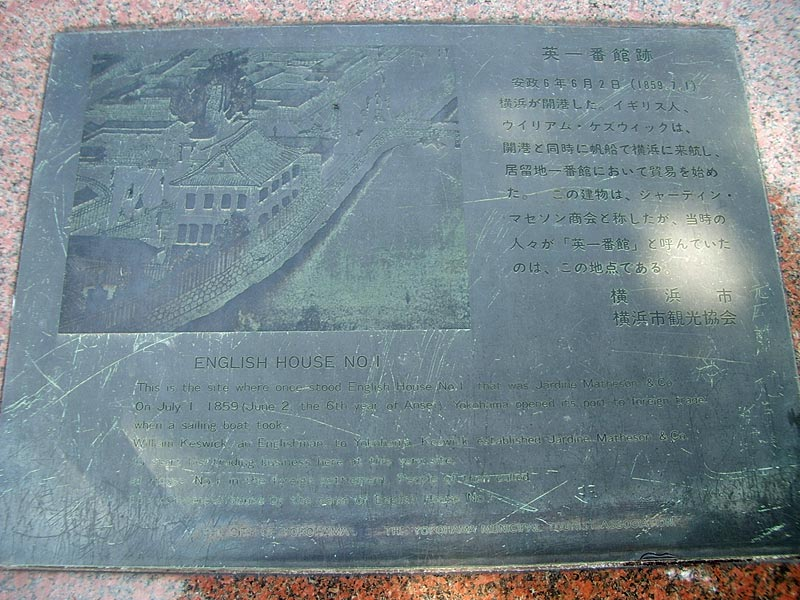
記念碑の隣にある説明版

現在、跡地である神奈川県横浜市中区山下町1（旧山下町居留地1番館）には、シルクセンター（国際貿易観光会館）が建っている。入口には1954年（昭和29年）に、設置された記念碑と説明板がある。また、1995年（平成7年）には横浜市の文化財「地域史跡」に登録された。

## 参照
- 英一番館・鹿島の軌跡・大名屋敷から洋館へ／鹿島建設
- 英一番館・鹿島の160年、創業期「洋館建築の鹿島」として／鹿島建設